# Yasuko Ōishi
Yasuko Ōishi (jap. 大石 康子 Ōishi Yasuko; * 15. Oktober 1931) ist eine ehemalige japanische Schwimmerin.

## Karriere
Ōishi nahm 1952 an den Olympischen Spielen in Helsinki teil. Dort nahm sie mit der japanischen Staffel am Wettbewerb über 4 × 100 m Freistil teil. Die Japanerinnen erreichten in ihrem Vorlauf den sechsten Rang und schieden aus. Mit einer Zeit von 4:54,0 min brachen sie hierbei den nationalen Rekord.